# مايك هانكه

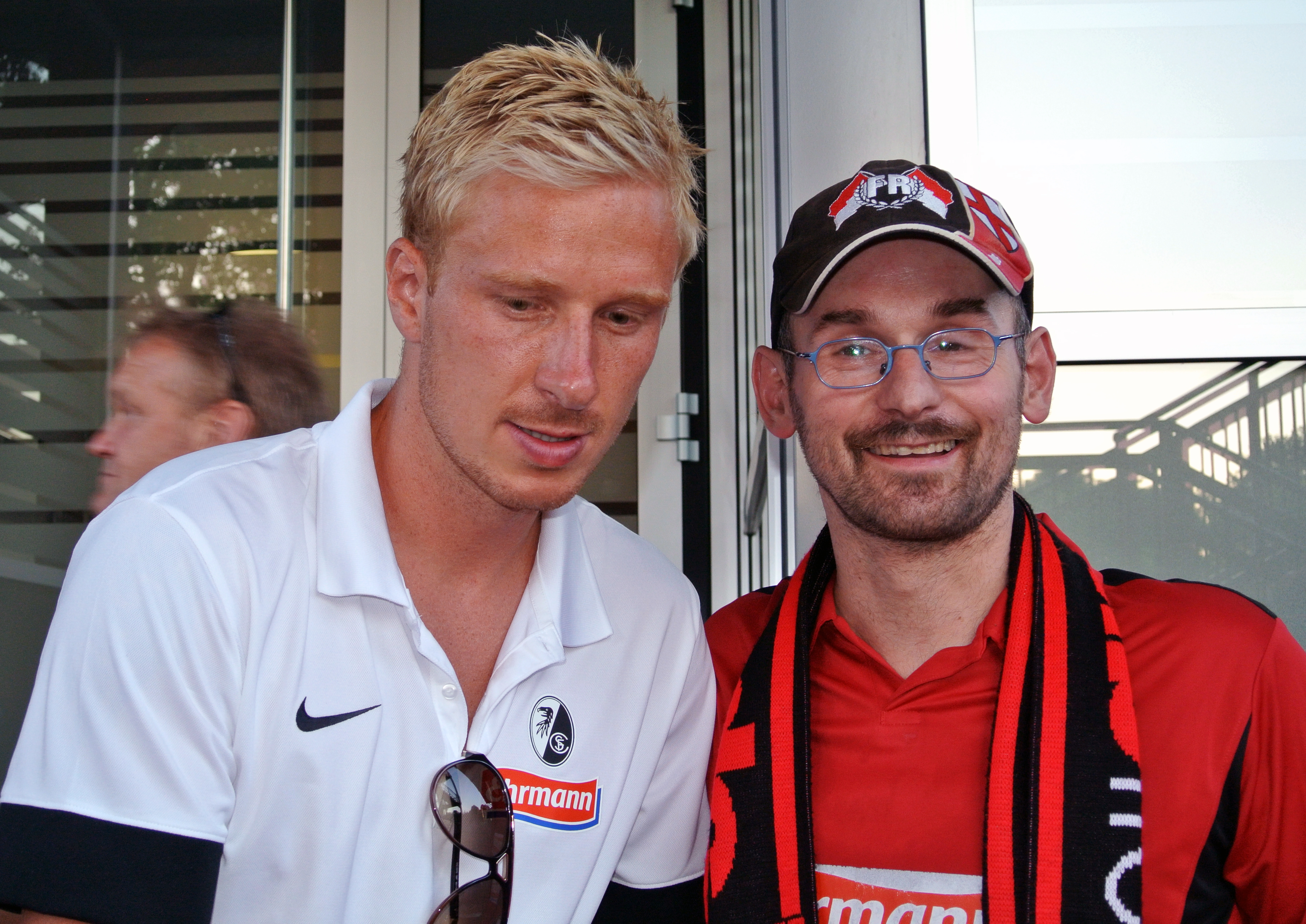
مايك هانكه (إلى اليسار).

مايك هانكه (بالألمانية: Mike Hanke) لاعب كرة قدم ألماني من مواليد 5 نوفمبر 1983 في مدينة هام يلعب بمركز مهاجم في نادي بوروسيا مونشنغلادباخ منذ 2011 ، انضم إلى منتخب ألمانيا لكرة القدم سنة 2005 وكان من ضمن الفريق المشارك في نهائيات بطولة كأس العالم لكرة القدم 2006.

## روابط خارجية
- مايك هانكه على موقع الاتحاد الدولي (مؤرشف)  (الإنجليزية)
- مايك هانكه على موقع الاتحاد الأوربي (الإنجليزية)
- مايك هانكه على موقع قاعدة بيانات كرة القدم.إي يو (الإنجليزية)
- مايك هانكه على موقع بيانات كرة القدم. دي إي (الألمانية)
- مايك هانكه على موقع ناشيونال فوتبول تيمز (الإنجليزية)
- مايك هانكه على موقع Soccerway.com (الإنجليزية)
- مايك هانكه على موقع عالم كرة القدم.نت (الإنجليزية)
- مايك هانكه على موقع AS.com (الإسبانية)